# Vladímir Chernov
Vladímir Chernov (*22 de septiembre de 1953, Krasnodar, Rusia) es un barítono ruso de renombre internacional, particularmente destacado en repertorio eslavo e italiano.
Estudio en el Conservatorio Chaikovski de Moscú pasando a integrar las filas del Kirov en San Petersburgo en 1981. 
Ganador del certamen Mijaíl Glinka, fue becado a La Scala a estudiar con Giulietta Simionato. En 1983, ganó el segundo premio en el certamen "Voci Verdiane" en Busseto, Italia despertando interés internacional.
En 1987 debutó en Covent Garden, La Scala luego en Wiener Staatsoper, Palais Garnier, Roma, Verona, etc. 
En 1991 debutó en el Metropolitan Opera como Sharpless en Madama Butterfly, y luego en Stiffelio, Luisa Miller, Il Trovatore, Simón Boccanegra, y Don Carlo, todas de Verdi así como El barbero de Sevilla de Rossini y La boheme de Puccini.
En repertorio ruso es un importante Eugene Onegin, La dama de picas , Guerra y paz y Mazeppa.
Desde marzo de 2005 es profesor en la Universidad de Los Ángeles